# Chaunus gallardoi
Chaunus gallardoi là một loài cóc trong họ Bufonidae. Chúng là loài đặc hữu của Argentina.
Môi trường sống tự nhiên của chúng là các khu rừng ôn hòa. Loài này đang bị đe dọa do mất nơi sống.